# Tulireki
Tulireki (finnisch für „Feuerschlitten“) im Freizeitpark Linnanmäki (Helsinki, Uusimaa, Finnland) ist eine Stahlachterbahn vom Modell e-Motion Coaster des Herstellers Mack Rides, die am 29. April 2004 eröffnet wurde.
Die Fahrgäste begleiten Lemminkäinen, einen Held des finnischen National-Epos Kalevala, der sich auf eine Reise zwischen einen Fluss aus Feuer und feurigen Schluchten begibt.
Das Besondere an einem e-Motion Coaster ist, dass die Wagen bei einer Fahrt ähnlich einer Wilden Maus zusätzlich noch zur Seite kippen und schaukeln. Tulireki ist der Prototyp des Modells, von dem es bis 2014 neben Tulireki nur noch die Bahn Reaper, Drop ride to doom! im niederländischen Amsterdam Dungeon gab.

## Wagen
Tulireki besitzt vier Wagen. In jedem Wagen können sechs Personen (drei Reihen) Platz nehmen.